# 下曲通
下曲通（しもまがどおり）は、新潟県新潟市南区の町字。郵便番号は950-1301。

## 概要
1889年（明治22年）から現在の大字。中ノ口川中流左岸に位置する。もとは江戸時代から1889年（明治22年）まであった下曲通村の区域の一部。

### 隣接する町字
北から東回り順に、以下の町字と隣接する。
- 西白根
- 上曲通
- 木滑

※中ノ口川を挟んで白根水道町、平成町、戸頭と隣接。

## 歴史
開発年代は不明。正保年間の絵図に村名がのこる。

### 年表
- 1889年（明治22年）4月1日 : 合併により曲通村の大字となる。
- 1906年（明治39年）4月1日 : 合併により月潟村の大字となる。
- 2005年（平成17年）3月21日 : 合併により新潟市の大字となる。
- 2007年（平成19年）4月1日 : 新潟市の政令指定都市移行により、南区の大字となる。

## 世帯数と人口
2018年（平成30年）1月31日現在の世帯数と人口は以下の通りである。
| 大字   | 世帯数 | 人口  |
| ------ | ------ | ----- |
| 下曲通 | 83世帯 | 227人 |

## 小・中学校の学区
市立小・中学校に通う場合、学区は以下の通りとなる。
| 番地 | 小学校             | 中学校             |
| ---- | ------------------ | ------------------ |
| 全域 | 新潟市立月潟小学校 | 新潟市立月潟中学校 |

## 交通

### 鉄道
新潟交通電車線（廃止）
- 曲駅

### 道路
県道
- 新潟県道325号黒埼新飯田線

### バス
新潟交通路線バス
- 郊外線（大野・白根方面）
  - 千日停留所 - 曲停留所
    - 820 味方線 平島・ふるさと村・大野・味方経由 月潟方面
    - 821 味方線 平島・ふるさと村・大野・味方経由 潟東方面